# جائزة اليابان الكبرى للدراجات النارية 2011
جائزة اليابان الكبرى للدراجات النارية 2011 هو سباق دراجات نارية أقيم بتاريخ 2 أكتوبر 2011 في حلبة موتيجي. كان الجولة الخامسة عشر من أصل 18 في سباق الجائزة الكبرى للدراجات النارية موسم 2011. فاز الإسباني داني بيدروسا بفئة الموتو جي بي بينما جاء الإسباني خورخي لورنزو في المركز الثاني وحصل على المركز الثالث الأسترالي كيسي ستونر.

## وصلات خارجية
- الموقع الرسمي